# Henry Penruddocke Wyndham
Henry Penruddocke Wyndham (1736 – 1819) est un député britannique whig, topographe et auteur.

## Biographie
Il est né le 4 juin 1736, fils aîné d'Henry Wyndham, du St Edmund's College, à Salisbury, et de son épouse, Arundel Penruddocke, fille de Thomas Penruddocke, de Compton Chamberlayne. Le colonel Wadham Wyndham (officier) (en) est son frère cadet et le juge Sir Wadham Wyndham (juge) est son arrière-arrière-grand-père.
Il fait ses études au Collège d'Eton et à Wadham College, à Oxford, et est élu membre de la Society of Antiquaries le 6 février 1777 et membre de la Royal Society le 9 janvier 1783.
La famille a une grande influence à Salisbury, et Wyndham est élu homme libre de la ville le 15 mars 1761, et maire de Salisbury en 1770-1771 puis shérif de Wiltshire en 1772. En 1794, il commande une troupe de cavalerie levée à Salisbury.
En 1795, il est élu député du Wiltshire. Il siège comme whig dans la tradition familiale jusqu'en 1812, mais il vient rarement au Parlement. L’homme d’État whig, William Windham et le Premier ministre William Grenville (1er baron Grenville) sont ses cousins.

## Publications
Par inclination, il est plus un topographe qu'un homme politique. En 1774, il se rend au Pays de Galles et l'année suivante, il publie anonymement A Gentleman's Tour dans le Monmouthshire et au pays de Galles. Il revisite la région en 1777 et, en 1781, publie sa tournée à travers le Monmouthshire et le pays de Galles, se déclarant l’auteur de l’œuvre. Il est accompagné dans son voyage de 1777 par l'aquarelliste suisse Samuel Hieronymus Grimm, dont les travaux illustrent le récit.
Il souhaite produire une histoire du comté de Wiltshire et publie Wiltshire, extrait du Domesday Book, avec une traduction du latin en anglais en 1788 qui, espérait-il, pourrait stimuler un tel travail. Sa publication la plus célèbre reste son journal intime de feu George Bubb Dodington en 1784, une riche source d'informations sur la politique dans la première moitié du XVIIIe siècle.
Comme son cousin George O'Brien Wyndham, 3e comte d'Egremont, Pen Wyndham est un admirateur du peintre Turner avec qui il a été au collège à la fin du XVIIIe siècle. Deux peintures du paysage du Collège réalisées par Turner lors de ses visites de 1798 à 1800 sont maintenant conservées au British Museum.

## Famille
Il épouse Caroline, fille et héritière d'Edmund Hearst, le 18 octobre 1768, et ils ont cinq fils et deux filles. Il meurt le 3 mai 1819 et est enterré dans le caveau de la famille Wyndham à l'église St Edmund, à Salisbury. Son fils aîné, Wadham Penruddock Wyndham (en), député de Salisbury, lui succède. Sa sœur, Laetitia, épouse Sir William à Court (1er baronnet).